# Katedrální chrám (Szentendre)
Katedrální chrám, též Bělehradská katedrála (srbsky Саборна црква/Београдска катедрала) je srbský pravoslavný kostel, který stojí ve městě Szentendre v Maďarsku. Patří také k nejvyšším a nejreprezentativnějším. Podle svého názvu je sídelní pro budínskou eparchii Srbské pravoslavné církve.
V zahradě vedle katedrály se nachází Diecézní muzeum s exponáty religiózních objektů Srbské pravoslavné církve. Ikonostas chrámu byl vytvořen Vasilijem Ostojićem z Nového Sadu.

## Historie
Kostel byl postaven na místě prvního pravoslavného svatostánku, kteří místní Srbové po přestěhování do Uher po roce 1690 postavili. Výstavbu současného kostela inicioval profesor latinsko-slovanské školy v Novém Sadu, Dionisije Novaković v polovině 18. století. Stavební práce na tomto kostele byly zahájeny v roce 1756 a dokončen byl roku 1763. Postaven byl v rokokovém stylu. Finance na kostel poskytli do velké míry místní obyvatelé, především zafinancovali zdobný a výstavní ikonostas. Uvnitř kostela vznikl také baldachýn.
Kostel byl poničen v polovině 20. století maďarskými komunisty při příležitosti Stalinova svátku.